# Patrick Ewing
Patrick Aloysius «Pat» Ewing Sr. (Kingston, Jamaica, 5 de agosto de 1962) es un exjugador y entrenador de baloncesto jamaicano, nacionalizado estadounidense, que disputó 17 temporadas en la NBA. Con 2,13 metros de altura jugaba de pívot.
Nació en Jamaica pero a los 12 años se trasladó con su familia a los Estados Unidos. 
Ewing jugó baloncesto universitario en la Universidad de Georgetown,  elegido en el Draft de la NBA de 1985 en la primera posición de la primera ronda por New York Knicks, donde disputó la mayor parte de su carrera. En total, en 1183 partidos disputado, anotó 24.815 puntos, capturó 11.607 rebotes, y realizó 2.894 tapones.
Participó en 11 ediciones del All-Star Game de la NBA y formó parte del Mejor Quinteto de la NBA en 1990.
Ewing también formó parte de la selección de los Estados Unidos, que consiguió la medalla de oro en los Juegos Olímpicos de Los Ángeles 1984 y Barcelona 1992, formando parte en este último del Dream Team.

## Carrera

### Universidad

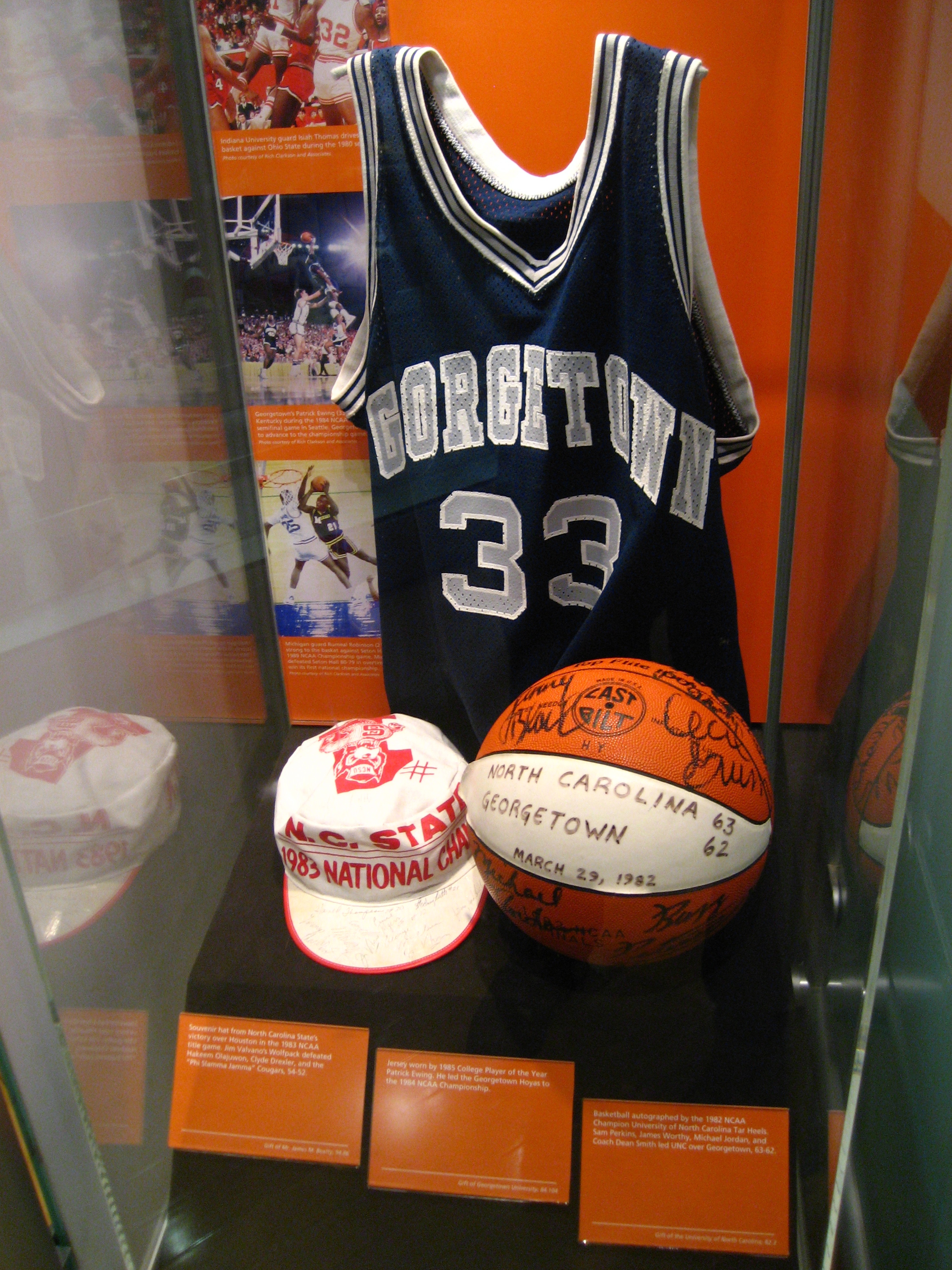
Camiseta de la universidad de Georgetown usada por Patrick Ewing en el Hall of Fame Basketball Musem.

Ewing recibió una beca para jugar en la Universidad de Georgetown entrenada por John Thompson como freshman durante la temporada 1981-82. Desde el principio, Ewing brilló en los Hoyas, liderándoles en 1982 a la final del torneo de la NCAA, aunque cayeron derrotados ante North Carolina Tar Heels de Michael Jordan y James Worthy. En la temporada de 1984, Ewing y los Hoyas ganaron el campeonato venciendo en la final a Houston Cougars, mientras que el pívot promedió durante la temporada regular 16,4 puntos y 10 rebotes por partido. En su año sénior, Georgetown fue colocada número uno en el ranking de universidades de la nación, aunque sorprendentemente cayeron en la final de la NCAA contra Villanova Wildcats por un ajustado 66-64. Ewing fue uno de los mejores jugadores universitarios de su época, alcanzando los Hoyas la final del campeonato nacional en tres de los cuatro años que formó parte de Georgetown. Fue nombrado en el primer equipo del All-American en 1983, 1984 y 1985.
El título de campeón de la NCAA y la Medalla de Oro Olímpica en Barcelona 92 fue el único título de Ewing, a pesar de tener una carrera profesional en la NBA estelar.

### NBA
Fue elegido en el Draft de la NBA de 1985 en la primera posición de la primera ronda por New York Knicks tras un polémico sorteo, firmando un contrato estratosférico para un rookie. No defraudó, y en su primera temporada promedió 20 puntos, 9 rebotes y 2 tapones por partido, lo que le hizo ser considerado Rookie del Año. Durante sus 13 primeras temporadas no bajó de los 20 puntos por noche, siendo elegido en once ocasiones para disputar el All-Star Game, una vez en el mejor quinteto de la NBA, seis en el segundo mejor quinteto y tres en el mejor defensivo. En los Juegos Olímpicos de 1992 formó parte del legendario Dream Team que ganó la medalla de oro y en 1996 tuvo el honor de ser elegido entre los 50 mejores jugadores de la historia de la NBA.
En la temporada 91/92 los Knicks forzaron 7 partidos en las semifinales del este a los Chicago Bulls tras grandes actuaciones de Pat Ewing, pero al final perdieron en el séptimo partido disputado en Chicago. 
En 1993, los Knicks parecían que por fin se iban a clasificar para las Finales de la NBA tras llevar una ventaja de 2-0 sobre Chicago Bulls. Sin embargo, Chicago consiguió levantar la eliminatoria ganando los cuatro partidos siguientes.

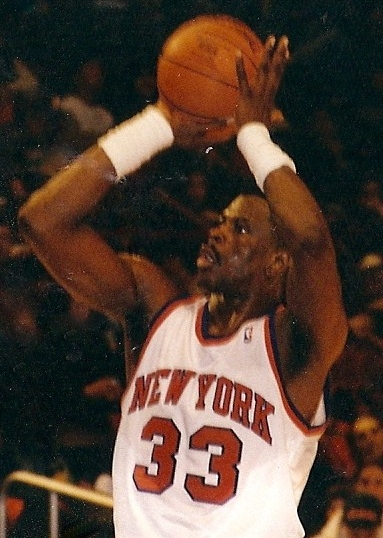
Ewing con los New York Knicks.

Con Jordan retirado en 1994, la liga estaba más abierta y los Knicks debían aprovecharse del momento. En el séptimo partido de las Finales de Conferencia, Ewing realizó un memorable partido con 24 puntos, 22 rebotes y 7 asistencias, llevando a los Knicks a la victoria ante Indiana Pacers. Ewing lideró al equipo a sus primeras Finales de la NBA, perdidos en los segundos finales del sexto y séptimo encuentro ante Houston Rockets, pese a eliminar previamente a los Bulls en siete partidos en las Semifinales de Conferencia y a los Indiana Pacers de Reggie Miller también en siete encuentros en las Finales de Conferencia. Los Knicks ganaron el segundo partido de las Finales en Houston, pero dejaron escapar el tercero en casa, aunque salieron victoriosos en los dos siguientes encuentros y aterrizaron en Houston con una ventaja de 3 a 2. Pero unas actuaciones terribles de John Starks en el sexto y séptimo partido privaron a los Knicks de la victoria y los Rockets se alzaron con el primer anillo en su historia. Ewing aprovechó para batir el récord de más tapones totales en unas Finales, posteriormente superado por Shaquille O'Neal.
En 1997 los Knicks volvían a optar al anillo de campeón con 57 victorias en temporada regular, tras superar en primera ronda a Charlotte Hornets se enfrentaban a Miami Heat en semifinales de conferencia. Con una ventaja de 3-1 en la serie para New York se produjo una pelea iniciada por P.J.Brown con el jugador de los Knicks Chris Childs. Tras una trifulca entre ambos equipos los comisionados de la NBA decidieron sancionar a jugadores clave para los Knicks como el propio Ewing, L.Johnson.. que solo acudieron a separar a los jugadores, en cambio Miami apenas tuvo sancionados de relevancia. Esta sanción fue clave para que Miami remontara la serie por 4-3 e impidiera una final del este entre Chicago y New York que hubiera sido una durísima batalla según palabras posteriores de Michael Jordan que ganaría ese año su quinto anillo. New York se vengó de esta eliminación eliminando a los Miami Heat en las tres siguientes temporadas.
En la temporada 1997-98, después de un buen inicio de Ewing, sufrió una lesión en la muñeca tras caer al intentar un mate y ser víctima de una falta antideportiva del jugador de los Bucks Andrew Lang, aunque trató de retornar para los partidos de postemporada la inactividad afectó su juego en playoffs y cayeron eliminados en semifinales del este por Indiana Pacers. 
Ewing devolvió a los Knicks a las Finales de la NBA en 1999, pero se tuvo que perder la parte final de los playoffs debido a una lesión del tendón de Aquiles y contribuyó a que los Knicks perdieran las Finales por un claro 4-1 ante San Antonio Spurs.
El 20 de septiembre de 2000, Ewing fue traspasado a Seattle SuperSonics en un intercambio a cuatro bandas en el que los Knicks recibían a Glen Rice, Luc Longley, Travis Knight, Vernon Maxwell, Lázaro Borrell, Vladimir Stepania y dos primeras y segundas rondas del draft de 2001. Tras una temporada en los Sonics promediando 9,6 puntos y 7,4 rebotes en 79 partidos, firmó como agente libre con Orlando Magic, donde disputaría la última campaña en su carrera profesional. 
El 28 de febrero de 2003, su dorsal 33 fue retirado en una ceremonia en el Madison Square Garden. Ewing continúa siendo uno de los mejores jugadores de la historia del equipo y de los más queridos por la afición neoyorquina, quedando como muestra la calurosa ovación que recibió cuando visitó la ciudad por primera vez como jugador de los Sonics. Sus rivalidades con los Bulls, Pacers y Heat, con Ewing como pívot de los Knicks, fueron de los momentos más intensos de la década de los 90. En su último año como jugador de los Knicks realizó un fortísimo mate sobre Alonzo Mourning en los momentos finales de la victoria en el séptimo partido de las Semifinales de Conferencia, dando así por finalizada la larga rivalidad que mantuvieron ambas franquicias. El 29 de agosto de 2006 fichó como asistente del entrenador de Houston Rockets debido a que quería pasar más tiempo con su familia.
En 1999, Ewing se convirtió en el décimo jugador en la historia de la NBA en conseguir 22.000 puntos y 10.000 rebotes, y en 1993 lideró la liga con 789 rebotes defensivos totales.

### Entrenador

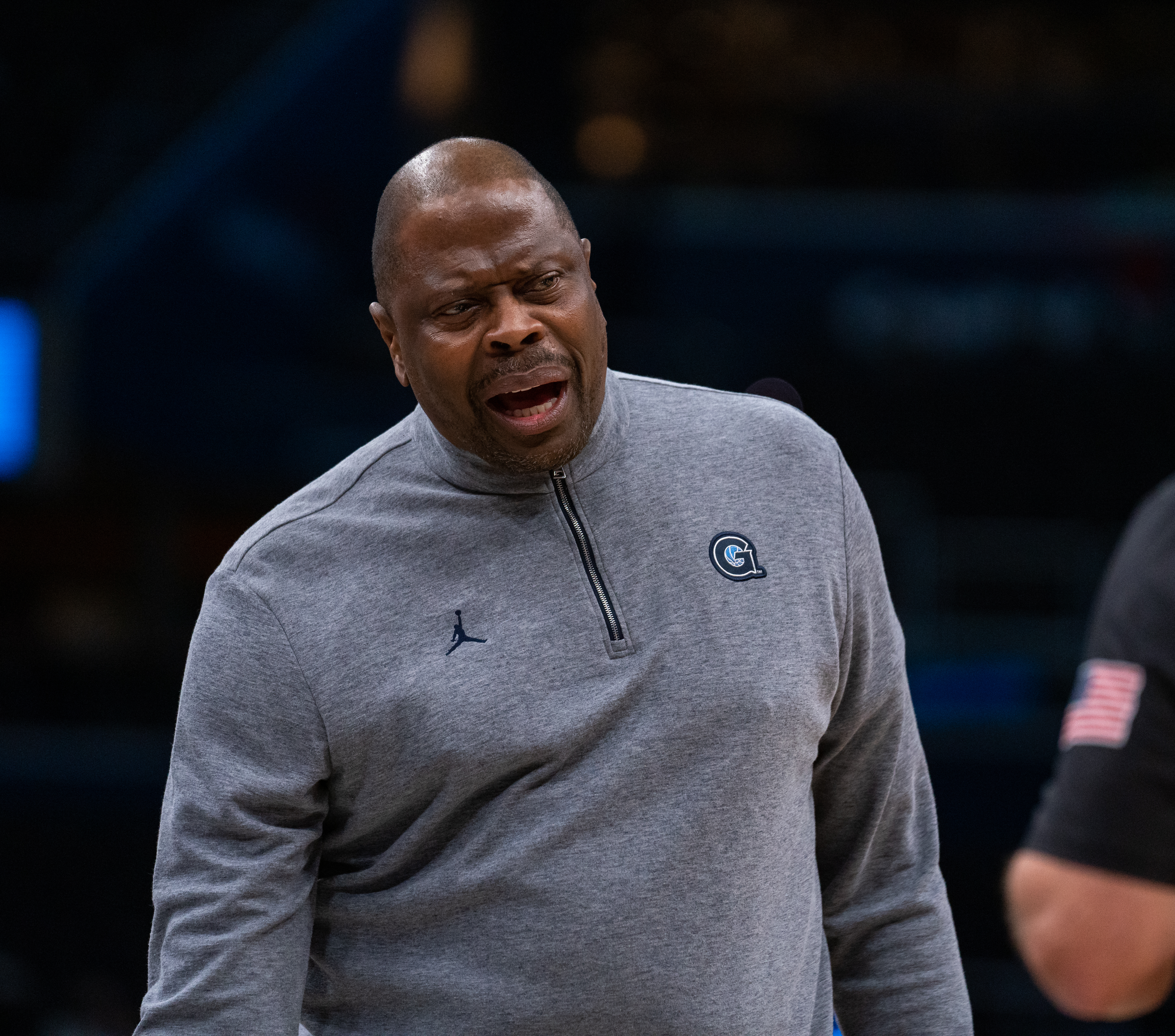
Ewing entrenando a Georgetown en 2021.

Desde que se retiró en 2002 ha sido asistente de entrenador en varios equipos de la NBA. Después de 14 años como entrenador asistente en varios equipos de la NBA, en abril de 2017 se confirma su fichaje por su alma mater, la Universidad de Georgetown, equipo en el que fue campeón universitario en el año 1984. Dirigió durante seis temporadas al equipo, hasta que fue despedido el 9 de marzo de 2023.
En octubre de 2024, se anunció su incorporación a los Knicks como embajador del equipo.

## Estadísticas de su carrera en la NBA
|  | Líder de la liga |

### Temporada regular
| Año      | Equipo   | PJ   | PT   | MPP  | %TC  | %3P  | %TL  | RPP  | APP | ROB | TPP | PPP  |
| -------- | -------- | ---- | ---- | ---- | ---- | ---- | ---- | ---- | --- | --- | --- | ---- |
| 1985–86  | New York | 50   | 50   | 35.4 | .474 | .000 | .739 | 9.0  | 2.0 | 1.1 | 2.1 | 20.0 |
| 1986–87  | New York | 63   | 63   | 35.0 | .503 | .000 | .713 | 8.8  | 1.7 | 1.4 | 2.3 | 21.5 |
| 1987–88  | New York | 82   | 82   | 31.0 | .555 | .000 | .716 | 8.2  | 1.5 | 1.3 | 3.0 | 20.2 |
| 1988–89  | New York | 80   | 80   | 36.2 | .567 | .000 | .746 | 9.3  | 2.4 | 1.5 | 3.5 | 22.7 |
| 1989–90  | New York | 82   | 82   | 38.6 | .551 | .250 | .775 | 10.9 | 2.2 | 1.0 | 4.0 | 28.6 |
| 1990–91  | New York | 81   | 81   | 38.3 | .514 | .000 | .745 | 11.2 | 3.0 | 1.0 | 3.2 | 26.6 |
| 1991–92  | New York | 82   | 82   | 38.4 | .522 | .167 | .738 | 11.2 | 1.9 | 1.1 | 3.0 | 24.0 |
| 1992–93  | New York | 81   | 81   | 37.1 | .503 | .143 | .719 | 12.1 | 1.9 | .9  | 2.0 | 24.2 |
| 1993–94  | New York | 79   | 79   | 37.6 | .496 | .286 | .765 | 11.2 | 2.3 | 1.1 | 2.7 | 24.5 |
| 1994–95  | New York | 79   | 79   | 37.0 | .503 | .286 | .750 | 11.0 | 2.7 | .9  | 2.0 | 23.9 |
| 1995–96  | New York | 76   | 76   | 36.6 | .466 | .143 | .761 | 10.6 | 2.1 | .9  | 2.4 | 22.5 |
| 1996–97  | New York | 78   | 78   | 37.0 | .488 | .222 | .754 | 10.7 | 2.0 | .9  | 2.4 | 22.4 |
| 1997–98  | New York | 26   | 26   | 32.6 | .504 | .000 | .720 | 10.2 | 1.1 | .6  | 2.2 | 20.8 |
| 1998–99  | New York | 38   | 38   | 34.2 | .435 | .000 | .706 | 9.9  | 1.1 | .8  | 2.6 | 17.3 |
| 1999–00  | New York | 62   | 62   | 34.2 | .435 | .000 | .731 | 9.7  | .9  | .6  | 1.4 | 15.0 |
| 2000–01  | Seattle  | 79   | 79   | 26.7 | .430 | .000 | .685 | 7.4  | 1.2 | .7  | 1.2 | 9.6  |
| 2001–02  | Orlando  | 65   | 4    | 13.9 | .444 | .000 | .701 | 4.0  | .5  | .3  | .7  | 6.0  |
| Total    | Total    | 1183 | 1122 | 34.3 | .504 | .152 | .740 | 9.8  | 1.9 | 1.0 | 2.5 | 21.0 |
| All-Star | All-Star | 9    | 3    | 21.1 | .537 | .000 | .692 | 6.7  | .8  | 1.2 | 1.8 | 11.8 |

### Playoffs
| Año   | Equipo   | PJ  | PT  | MPP  | %TC  | %3P   | %TL  | RPP  | APP | ROB | TPP | PPP  |
| ----- | -------- | --- | --- | ---- | ---- | ----- | ---- | ---- | --- | --- | --- | ---- |
| 1988  | New York | 4   | 4   | 38.3 | .491 | .000  | .864 | 12.8 | 2.5 | 1.5 | 3.3 | 18.8 |
| 1989  | New York | 9   | 9   | 37.8 | .486 | –     | .750 | 10.0 | 2.2 | 1.0 | 2.0 | 19.9 |
| 1990  | New York | 10  | 10  | 39.5 | .521 | .500  | .823 | 10.5 | 3.1 | 1.3 | 2.0 | 29.4 |
| 1991  | New York | 3   | 3   | 36.7 | .400 | –     | .778 | 10.0 | 2.0 | .3  | 1.7 | 16.7 |
| 1992  | New York | 12  | 12  | 40.2 | .456 | .000  | .740 | 11.1 | 2.3 | .6  | 2.6 | 22.7 |
| 1993  | New York | 15  | 15  | 40.3 | .512 | 1.000 | .638 | 10.9 | 2.4 | 1.1 | 2.1 | 25.5 |
| 1994  | New York | 25  | 25  | 41.3 | .437 | .364  | .740 | 11.7 | 2.6 | 1.3 | 3.0 | 21.9 |
| 1995  | New York | 11  | 11  | 36.3 | .513 | .333  | .686 | 9.6  | 2.5 | .5  | 2.3 | 19.0 |
| 1996  | New York | 8   | 8   | 41.0 | .474 | .500  | .651 | 10.6 | 1.9 | .1  | 3.1 | 21.5 |
| 1997  | New York | 9   | 9   | 39.7 | .527 | .000  | .643 | 10.6 | 1.9 | .3  | 2.4 | 22.6 |
| 1998  | New York | 4   | 4   | 33.0 | .357 | –     | .593 | 8.0  | 1.3 | .8  | 1.3 | 14.0 |
| 1999  | New York | 11  | 11  | 31.5 | .430 | –     | .593 | 8.7  | .5  | .6  | .7  | 13.1 |
| 2000  | New York | 14  | 14  | 32.9 | .418 | –     | .697 | 9.5  | .4  | 1.1 | 1.4 | 14.6 |
| 2002  | Orlando  | 4   | 0   | 16.8 | .320 | .000  | .588 | 5.5  | 1.0 | .3  | 1.0 | 6.5  |
| Total | Total    | 139 | 135 | 37.5 | .469 | .348  | .718 | 10.3 | 2.0 | .9  | 2.2 | 20.2 |

## Vida personal

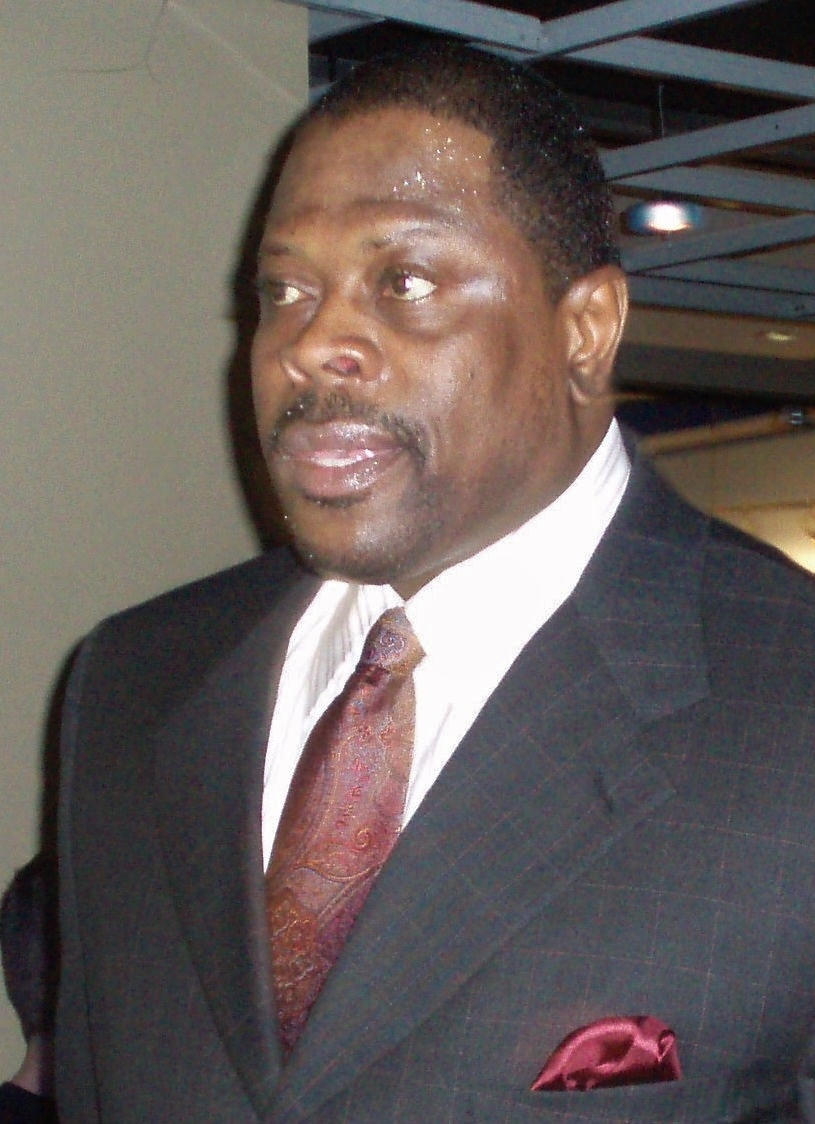
Patrick Ewing en 2012.

Patrick es hijo de Carl y Dorothy Ewing. Nació un día antes de que Jamaica declarara la independencia. De niño le gustaba practicar el fútbol y cricket.
Estuvo casado con Rita Williams desde 1990 a 1998. El matrimonio tiene tres hijos, incluyendo a Patrick Ewing Jr., que fue profesional entre 2008 y 2015.
En julio de 2001, testificó en el juicio federal del propietario de un club de Atlanta acusado de facilitar la prostitución. Ewing declaró ante el tribunal que recibió sexo oral de bailarinas del club en 1996 y 1997, pero que no se sentía implicado en un acto de prostitución.